# Villages tv
 (février 2009).
Si vous disposez d'ouvrages ou d'articles de référence ou si vous connaissez des sites web de qualité traitant du thème abordé ici, merci de compléter l'article en donnant les références utiles à sa vérifiabilité et en les liant à la section « Notes et références ».
Villages tv est une chaîne de télévision française locale diffusée dans le département de la Vienne.

## Histoire de la chaîne
La chaîne est créée le 3 février 2006 et est alors diffusée en analogique jusqu'au 31 décembre 2006.
Elle émet en TNT depuis le 25 septembre 2009 et propose également ses vidéos en streaming sur Internet.
Elle a cessé définitivement d'émettre sur la TNT fin 2011.

## Organisation

### Dirigeants
Directeur :
- Marc Flamant

Directrice de production :
- Valérie Sarrazin

Responsable des programmes :
- Dimitri Catinaud

## Programmes
Les programmes sont dédiés au territoire de la Vienne, mais peuvent aborder des sujets plus larges, notamment à travers la diffusion de documentaires de créations.

### Émissions
- Pas commune ma commune : rencontre avec le maire qui nous fait visiter sa commune
- Top Spin : émission sur le Tennis de table
- Sur le zinc : émission musicale
- 3 sets gagnants : le magazine du Volley avec l'équipe de Poitiers, le SPVB
- Papilles et délices : émission culinaire de Villages tv
- Mag SL : le magazine du sport et des loisirs